# Meghraji III
Meghraji III (Dhrangadhra, 3 marzo 1923 – Dhrangadhra, 1º agosto 2010) è stato un principe e politico indiano.
Fu Maharaja di Dhrangadhra dal 1942 al 1947.

## Biografia
Meghrajji III nacque il 3 marzo 1923 nel palazzo di Sundar Villas, Dhrangadhra, secondogenito ma primo figlio sopravvissuto del maharaja Ghanshyamsinjhi Ajitsinhji Sahib Bahadur (1889–1942) e della sua terza moglie, la maharani Anand Kunverba Sahiba (1895–1979). Fu educato alle scuole locali per poi essere mandato a studiare in Inghilterra, dove frequentò dapprima la Millfield School nel Somerset e poi la Heath Mount School nell'Hertfordshire. Studiò quindi all'Haileybury College per poi tornare in India poco prima di succedere a suo padre.

### Il regno
Alla morte di suo padre nel 1942 Mehghrajji gli succedette come maharaja. Continuò quindi la sua educazione alla St. Joseph's Academy di Dehra Dun ed alla Shivaji Military School di Poona. Durante il suo regno, fu patrono del Talukdari Girassia College e del Bhandarkar Oriental Research Institute. Dal 1945 al 1947, fu membro della commissione permanente della Camera dei Principi.
Malgrado gli ottimi inizi il regno di Meghrajji fu breve dal momento che col raggiungimento dell'indipendenza indiana nel 1947, dovette firmare un Instrument of Accession. Il 14 agosto venne nominato cavaliere commendatore dell'Ordine dell'Impero indiano e fu l'ultimo dei principi indiani a ricevere un'onorificenza dal governo britannico. Meghrajji si impegnò attivamente per la causa della nuova nazione, prestando servizio come membro dell'Assemblea Costituente indiana dal 1947 al 1948. Il 15 febbraio 1948 il maharaja unì il suo stato allo Stato Unito di Kathiawad e dopo un mese alla Union of Saurashtra.

### La carriera politica
Dal 1948 al 1952, Meghrajji prestò servizio come Uprajpramukh (vicegovernatore) dello stato di Saurashtra, e fu per breve tempo (nel 1949) presidente della sua banca di stato. Nel 1953, prese parte all'incoronazione della regina Elisabetta II del Regno Unito. Nel 1967, divenne membro del 4th Lok Sabha, rappresentando Surendranagar, come membro del parlamento dal 1967 al 1971. Lavorò molto per il mantenimento delle tradizioni indiane.
Negli anni '50 riprese gli studi al Christ Church, Oxford, dove si laureò in lettere nel 1958. Studiò inoltre alla Ruskin School of Drawing ed all'Institute for Social Anthropology di Oxford.

### Gli ultimi anni
Dal 1966 fu presidente del Rajkumar College, Rajkot e della Sri Rajaram Educational Foundation. Divenne inoltre membro a vita della Millfield Society, dell'Indian Council of World Affairs, dell'Indian Parliamentary Group, della Commonwealth Parliamentary Association (sino al 1967), della Linguistic Society of India, della Numismatic Society of India, dell'Heraldry Society of India e del World Wildlife Fund. Fu membro della Royal Asiatic Society e del Royal Anthropological Institute of Great Britain and Ireland. Fu inoltre membro del Cricket Club of India e socio della Royal Historical Society.
Morì a Dhrangadhra il 1º agosto 2010, all'età di 87 anni. Gli successe il figlio primogenito Sodhsalji Shatrujitdev come maharaja titolare al trono di Dhrangadhra.

## Matrimonio e figli
Nel 1943, Meghrajji sposò maharani Shrimati Sri Rajni Brijraj Kunverba Sahiba di Jodhpur. La coppia ebbe tre figli:
- Sodhsalji Shatrujitdev Sahib, Yuvaraja di Dhrangadhra-Halvad
- Jayasinhji Jawahirdev Sahib
- Siddhrajsinhji Gautama Deo Sahib